# Irina Korżanienko
Irina Korżanienko (Ирина Николаевна Коржаненко; ur. 16 maja 1974 w Azowie) – rosyjska lekkoatletka, która specjalizowała się w pchnięciu kulą.

## Kariera
Dwukrotnie brała udział w igrzyskach olimpijskich: Atlanta 1996 oraz Ateny 2004. Medalistka mistrzostw Europy, halowych mistrzostw Europy oraz halowych mistrzostw świata. W 1997 roku wywalczyła złoto podczas uniwersjady. Rekord życiowy: stadion - 20,82 (30 maja 1998, Rostów); hala - 21,15 (18 lutego 1999, Moskwa).
Na igrzyskach olimpijskich w Atenach (2004) zdobyła złoty medal jednak w wyniku wykrycia w jej organizmie niedozwolonego środka – stanozololu – odebrano jej trofeum. 21 września 2005 IAAF wydał memorandum, na mocy którego dożywotnio zdyskwalifikowano zawodniczkę.

## Osiągnięcia
| Rok  | Impreza                             | Miejsce       | Lokata            | Wynik |
| ---- | ----------------------------------- | ------------- | ----------------- | ----- |
| 1993 | Mistrzostwa Europy juniorów         | San Sebastián | 7. miejsce        | 15,31 |
| 1995 | Mistrzostwa świata                  | Göteborg      | 12. miejsce       | 17,88 |
| 1996 | Igrzyska olimpijskie                | Atlanta       | 8. miejsce        | 18,68 |
| 1997 | Halowe mistrzostwa świata           | Paryż         | 3. miejsce        | 19,49 |
| 1997 | Superliga Pucharu Europy            | Monachium     | 2. miejsce        | 18,18 |
| 1997 | Uniwersjada                         | Sycylia       | 1. miejsce        | 19,39 |
| 1997 | Mistrzostwa świata                  | Ateny         | el. – 16. miejsce | 17,80 |
| 1997 | Finał Grand Prix IAAF               | Fukuoka       | 3. miejsce        | 19,06 |
| 1998 | Halowe mistrzostwa Europy           | Walencja      | 1. miejsce        | 20,25 |
| 1998 | Superliga Pucharu Europy            | Petersburg    | 1. miejsce        | 20,65 |
| 1998 | Mistrzostwa Europy                  | Budapeszt     | 2. miejsce        | 19,71 |
| 1998 | Igrzyska Dobrej Woli                | Nowy Jork     | 1. miejsce        | 19,94 |
| 1998 | Puchar świata                       | Johannesburg  | 2. miejsce        | 19,04 |
| 2001 | Superliga Pucharu Europy            | Brema         | 2. miejsce        | 19,27 |
| 2001 | Mistrzostwa świata                  | Edmonton      | 5. miejsce        | 19,35 |
| 2002 | Mistrzostwa Europy                  | Monachium     | 1. miejsce        | 20,64 |
| 2002 | Puchar świata                       | Madryt        | 1. miejsce        | 20,20 |
| 2003 | Halowe mistrzostwa świata           | Birmingham    | 1. miejsce        | 20,55 |
| 2003 | Mistrzostwa świata                  | Paryż         | 4. miejsce        | 19,17 |
| 2003 | Światowy finał lekkoatletyczny IAAF | Monako        | 5. miejsce        | 18,48 |
| 2004 | Igrzyska olimpijskie                | Ateny         | 1. miejsce        | 21,06 |